# Лобанова (Ісетський район)
Лоба́нова (рос. Лобанова) — присілок у складі Ісетського району Тюменської області, Росія.
Населення — 174 особи (2010, 192 у 2002).
Національний склад станом на 2002 рік:
- росіяни — 100 %